# Prix littéraires 1959
Liste des prix littéraires décernés au cours de l'année 1959 :

## Prix internationaux
- Prix Nobel de littérature : Salvatore Quasimodo (1901-1968,  Italie)[1],[2].

## Allemagne
- Prix Georg-Büchner : Günter Eich (1907-1972) [3]

## Belgique
- Prix Victor-Rossel : Jacqueline Harpman (1929-2012), pour Brève Arcadie[4]

## Canada
- Prix littéraires du Gouverneur général 1959 :
  - Catégorie « Romans et nouvelles de langue anglaise » : Hugh MacLennan (1907-1990) pour The Watch That Ends the Night (Le Matin d'une longue nuit)
  - Catégorie « Romans et nouvelles de langue française » : André Giroux (1916-1977) pour Malgré tout, la joie !
  - Catégorie « Poésie ou théâtre de langue anglaise » : Irving Layton (1912-2006) pour Red Carpet for the Sun
  - Catégorie « Études et essais de langue française » : Félix-Antoine Savard (1896-1982) pour Le Barachois.

## Chili
- Prix national de littérature : Hernán Díaz Arrieta (es) (1891-1984) , essayiste, pour Alone[5]

## Corée du Sud
- Prix Dong-in : Son Chang-Seop (1922-2010), pour Les Gens en marge
- Prix de littérature contemporaine (Hyundae Munhak) : 
  - Catégorie « Poésie » : Gu Jaun pour
  - Catégorie « Roman » : Lee Beom-seon pour
  - Catégorie « Drame » : Im Huijae pour
  - Catégorie « Critique » : Yoo Jong-ho pour

## Danemark
- Prix Hans Christian Andersen : non décerné.

## Espagne
- Prix Nadal : Ana María Matute (1925-2014), pour Primera memoria[6]
- Prix Planeta : Andrés Bosch (es) (1926-1984), pour La noche
- Prix national de Narration : Ana María Matute, pour Los hijos muertos
- Prix national de poésie : Rafael Laffón (es) (1895-1978), pour Rama ingrata
- Prix Adonáis de Poésie : Francisco Brines (1932-2021), pour Las brasas[7]

## États-Unis
- National Book Award : 
  - Catégorie « Fiction » : Bernard Malamud (1914-1986) pour The Magic Barrel (Le Tonneau magique), nouvelles (1958)
  - Catégorie « Essais » : J. Christopher Herold pour Mistress to an Age: A Life of Madame de Staël (Une vie de Madame de Staël)
  - Catégorie « Poésie » : Theodore Roethke (1908-1963) pour Words for the Wind: Poems of Theodore Roethke (1958)
- Prix Hugo :
  - Prix Hugo du meilleur roman : Un cas de conscience (A Case of Conscience) par James Blish (1921-1975)
  - Prix Hugo de la meilleure nouvelle longue : La Grande Cour de devant (en) (The Big Front Yard) par Clifford D. Simak (1904-1988)
  - Prix Hugo de la meilleure nouvelle courte : Le Train pour l'Enfer (That Hell-Bound Train) par Robert Bloch (1917-1994)
- Prix Pulitzer :
  - Catégorie « Fiction » : Robert Lewis Taylor (1912-1998), pour The Travels of Jaimie McPheeters (Le Long Voyage de Jaimie Mac Pheeters)
  - Catégorie « Biographie et Autobiographie » : Arthur Walworth pour Woodrow Wilson, American Prophet
  - Catégorie « Poésie » : Stanley Kunitz (en) (1905-2006) pour Selected Poems 1928-1958 (Poèmes choisis 1928-1958)
  - Catégorie « Histoire » : Leonard D. White et Jean Schneider pour The Republican Era: 1869–1901
  - Catégorie « Théâtre » : Archibald MacLeish (1892-1982) pour J.B. (1958).

## Finlande
- Prix Aleksis-Kivi : Viljo Kajava
- Prix Kalevi-Jäntti : Pentti Saarikoski pour Toisia runoja
- Prix Eino-Leino : Simo Puupponen
- Prix national de littérature : Simo Puupponen pour Pikku Pietarin piha, Paavo Haavikko pour Lehdet lehtiä,  Helvi Hämäläinen pour Punainen surupuku, Juha Mannerkorpi pour Jyrsijät
- Prix littéraire de la ville de Tampere : Eeva-Liisa Manner pour Eros ja Psykhe
- Prix Tollander : Carl-Rudolf Gardberg
- Prix Rudolf-Koivu : Maija Karma pour Peukaloisen retketde Selma Lagerlöf
- Prix Topelius : Aila Nissinen pour Minä olen Lammenpei
- Prix Mikael-Agricola : Yrjö Kivimies
- Prix d'écriture Juhana-Heikki-Erkko : Teuvo Hahl-Marjokorpi

## France
- Prix Goncourt : André Schwarz-Bart pour Le Dernier des Justes
- Prix Médicis : Claude Mauriac pour Le Dîner en ville
- Prix Renaudot : Albert Palle pour L'Expérience
- Prix Femina : Bernard Privat pour Au pied du mur
- Prix Interallié : Antoine Blondin pour Un singe en hiver
- Grand prix du roman de l'Académie française : Gabriel d'Aubarède pour La Foi de notre enfance
- Prix des libraires : Georges Bordonove, Deux cents chevaux dorés
- Prix des Deux Magots : Henri-François Rey, La Fête espagnole
- Prix du Quai des Orfèvres : Jean Marcillac pour Le On ne tue pas pour s'amuser
- Prix du roman populiste : Paule Wislenef pour La Polonaise à Chopin.

## Italie
- Prix Strega : Giuseppe Tomasi di Lampedusa (1896-1957) pour Le Guépard (Il Gattopardo)  (1958, posthume), (Feltrinelli)
- Prix Bagutta : Italo Calvino (1923-1985) pour I racconti (1958), (Einaudi)
- Prix Napoli : ex aequo Mario Pomilio (1921-1990), Il nuovo corso, (Bompiani) et Domenico Rea (1921-1994), Una vampata di rossore, (Mondadori)
- Prix Viareggio : Marino Moretti (1889-1979), Tutte le novelle (1959), (Toutes les nouvelles).

## Monaco
- Prix Prince-Pierre-de-Monaco : Joseph Kessel (1898-1979) pour l'ensemble de son œuvre[8].

## Royaume-Uni
- Prix James Tait Black :
  - Fiction : Morris West pour The Devil's Advocate (L'Avocat du diable)
  - Biographie : Christopher Hassall (en) pour Edward Marsh.
- Prix WH Smith : Patrick White pour Voss (Voss)
- Prix John-Llewellyn-Rhys : Dan Jacobson pour A Long Way from London
- Médaille Carnegie : Rosemary Sutcliff pour The Lantern Bearers
- Prix Rose-Mary-Crawshay : Kathleen Coburn (en) pour Notebooks of S. T.  Coleridge
- Prix Somerset-Maugham : Thom Gunn pour A Sense Of Movement[9]